# 春残梦断
《春残梦断》（英語：Anna Karenina）是一部1948年的英国电影，改编自19世纪俄国作家列夫·托爾斯泰的小说《安娜·卡列尼娜》。
影片由朱利安·杜維維耶执导，费雯·丽饰演安娜·卡列尼娜，伦敦电影公司亚历山大·科达制片，赫伯特·梅森助理制片，美国二十世紀福斯发行；尚·阿諾伊、朱利安·杜維維耶和盖伊·摩根编剧，康斯坦特·兰伯特配乐，安德烈·安德烈耶夫负责布景，亨利·阿勒康负责深焦摄影。

## 情节
安娜·阿尔卡季耶芙娜·卡列尼娜（费雯·丽饰）与圣彼得堡一位冷酷的政府官员阿列克谢·亚历山德罗维奇·卡列宁（拉尔夫·理查森饰）结婚，但卡列宁对自己的职业生涯更感兴趣，不能满足妻子的情感需求。她的哥哥斯捷潘·阿尔卡季耶维奇·奥布隆斯基（休·登普斯特饰）因为不忠于他的妻子达里娅·亚历山德罗芙娜·奥布隆斯卡娅（多莉）（玛丽·凯里奇饰），把安娜叫来莫斯科帮忙调解。安娜在夜间列车上遇见了渥伦斯基伯爵夫人（海伦·海饰）。她们谈论起她们的儿子。伯爵夫人给安娜看了她的儿子骑兵军官阿列克谢·基里洛维奇·渥伦斯基伯爵（基龙·穆尔饰）的照片。
渥伦斯基在站台迎接他的母亲，但马上迷恋上了安娜。他大胆地对她示好，被安娜端庄地推开了——但并不是那么强调她的拒绝。在一个盛大的舞会上，渥伦斯基继续追求已婚的安娜，这让一众喜欢八卦的看客非常高兴。但可怜的叶卡捷琳娜·亚历山德罗芙娜·谢尔巴茨卡娅（姬蒂）（莎莉·安·豪斯饰），多莉的妹妹，很喜欢渥伦斯基，被他的行为所羞辱，离开了舞会。就如同康斯坦丁·德米特里耶维奇·莱温（尼尔·麦吉尼斯饰）一样，他是姬蒂的追求者，但被喜欢渥伦斯基的她拒绝了。然而，在这次事件后，姬蒂和莱温结婚了。
渥伦斯基大胆地跟随安娜回到圣彼得堡，让整个社交界知道他和安娜有关系，而安娜并不试图阻止这一切。不久，这件事就闹得满城风雨，卡列宁要知道这段关系只是时间问题。比起他妻子的情感需求，卡列宁更担心他的社会和政治地位，他命令她与渥伦斯基分手，不然就要把儿子从她身边夺走。她虽有所尝试，但最终仍不能与渥伦斯基分开。
离开卡列宁之后，安娜怀了渥伦斯基的孩子。孩子生下来了，但安娜在生产时几乎死去，她请求卡列宁的原谅，卡列宁冷冷地同意了。卡列宁慷慨地准许渥伦斯基在安娜叫他的时候去看她。渥伦斯基为这桩丑闻搞得十分尴尬，随后开枪自杀，未遂。
安娜试图和卡列宁重归旧好，共同生活，但仍然不能把渥伦斯基从脑海中抹去。她还是选择了永远抛夫棄子，跟渥伦斯基在意大利一起生活。但她常常会怀疑渥伦斯基对她的感情，终使渥伦斯基离开。此时她意识到她什么也没有了，便选择了自杀。

## 演员
- 费雯·丽 饰 安娜·阿尔卡季耶芙娜·卡列尼娜
- 拉尔夫·理查森 饰 阿列克谢·亚历山德罗维奇·卡列宁
- 基龙·穆尔 饰 阿列克谢·基里洛维奇·渥伦斯基
- 休·登普斯特 饰 斯捷潘·阿尔卡季耶维奇·奥布隆斯基
- 玛丽·凯里奇 饰 达里娅·亚历山德罗芙娜·奥布隆斯卡娅
- 玛丽·洛汉弗 饰 谢尔巴茨基公主
- 弗兰克·蒂克尔 饰 谢尔巴茨基王子
- 莎莉·安·豪斯 饰 叶卡捷琳娜·亚历山德罗芙娜·谢尔巴茨卡娅
- 尼尔·麦吉尼斯 饰 康斯坦丁·德米特里耶维奇·莱温
- 伯纳德·里贝尔 饰 利弗林教授
- 迈克尔·高福 饰 尼科莱
- 玛蒂塔·亨特 饰 贝蒂·特沃斯基公主
- 希瑟·撒切 饰 莉迪亚·伊万诺夫娜伯爵夫人
- 海伦·海 饰 渥伦斯基伯爵夫人
- 迈克尔·梅德温 饰 姬蒂的医生
- 吉诺·切尔维 饰 恩里科
- 贝克特·博尔德 饰 马特维
- 莱斯利·布拉德利 饰 科尔辛斯基
- 特蕾泽·吉泽 饰 玛丽埃塔
- 约翰·朗登 饰 谢尔普霍夫斯基将军
- 玛丽·马特柳 饰 纳塞利亚公主
- 瓦伦丁娜·默奇 饰 安努什卡
- 朱迪思·内尔姆斯 饰 赫尔小姐
- 鲁比·米勒 饰 梅什科夫伯爵夫人
- 约翰·萨柳 饰 律师
- 帕特里克·斯基普威思 饰 谢尔盖
- 安·索思 饰 索罗金娜公主
- 杰里米·斯潘塞尔 饰 朱塞佩
- 奥斯汀·特雷弗 饰 渥伦斯基上校
- 格斯·弗尼 饰 马霍京王子

本片是巴尔巴拉·默里和玛克辛·奥德利首次出演的电影。

## 制作
米高·雪格夫原本被定为本片男主演，但他接受了好莱坞的片约。赫伯特·梅森之前在《欣欣向荣》中担任助理制片，片中费雯·丽作为配角演员饰演一名女学生。
影片摄制工作始于1947年4月15日，于谢珀顿伦敦电影工作室完成。

## 反响
这部影片在美国的一些电影院里受到了反英组织自由之子成员的抵制。

## 改編
1955年香港粵語《春殘夢斷》，由李晨風導演，改以香港及澳門為背景。